# University of Ulster
University of Ulster är ett nordirländskt universitet. Det är, vid sidan av National University of Ireland det största universitetet på Irland och grundades 1968 under namnet New University of Ulster, men har anor från 1845. Universitetet är ett av de högre lärosäten i Storbritannien där flest examinerade studenter får anställning efter avslutade studier.